# Peter Tscherkassky
Peter Tscherkassky (Viena, 1958) es un cineasta experimental austriaco que ha publicado extensamente sobre la historia y la teoría del cine de vanguardia.

## Biografía
Entre 1979 y 1986 estudió Filosofía en las universidades de Berlín y Viena, donde se doctoró con una tesis sobre estética y cine de vanguardia. Tscherkassky se interesó inicialmente por el cine de vanguardia gracias a una serie de conferencias del historiador P. Adams Sitney a las que asistió en 1978 en Viena. Ese primer encuentro se tradujo en un hallazgo definitivo del que emerge una voluntad artística, agitadora, curatorial y teórica.
Su trabajo fílmico explora la naturaleza fotoquímica de la imagen mediante una intensa labor con metraje encontrado. En 1979 comenzó a hacer películas en Super 8. En 1991 fundó Sixpackfilm junto a Brigitta Burger-Utzer. Ha realizado una treintena de películas, entre las que destacan la Trilogía del CinemaScope (1997-2001) —formada por los films L’arrivée, Outer Space y Dream Work—, Instructions for a Light and Sound Machine (2005), Coming Attractions (2010) y The Exquisite Corpus (2015).
Transitando entre la reutilización de material fílmico, la reivindicación del trabajo artesanal y la recuperación de ciertas perspectivas estructuralistas, su práctica cinematográfica comporta un minucioso trabajo de copiado manual en el curto oscuro. La técnica analógica que desarrolla para manipular cada uno de los fotogramas da a la imagen una textura fotográfica particular que remarca la materialidad del soporte, incidiendo gráficamente en su superficie (resquebrajamientos, superposiciones, inscripciones, etc.) y en los elementos que lo acompañan (perforaciones, bandas sonoras, indicaciones para la proyección, etc.). El audio se acopla a las imágenes sorprendiendo constantemente con ruidos arrítmicos, zumbidos progresivos y silencios abismales.
A lo largo de los años gracias a su obra ha recibido una cincuentena de premios, entre ellos el Golden Gate Award (San Francisco), el Gran Premio del Internationale Kurzfilmtage Oberhausen y el galardón al mejor cortometraje en el Festival de Venecia.

## Premios y distinciones
Festival Internacional de Cine de Cannes
| Año  | Categoría                                   | Película             | Resultado |
| ---- | ------------------------------------------- | -------------------- | --------- |
| 2015 | Quincena de Realizadores - Mención especial | The Exquisite Corpus | Ganador   |